# Katya Sander
Katya Sander (født 28. maj 1970) er en dansk billedkunstner, der bor og arbejder i København og Berlin. Sander har udstillet og medvirket i en lang række kunstprojekter i både Danmark og udlandet. Siden 2008 har hun været ansat som professor på det Kgl. Danske Kunstakademi i København på Skolen for sprog, rum og skala. 
Sander er uddannet billedkunstner fra Det Kgl. Danske Kunstakademi i København (1994-1999) og The Whitney Independent Study Program i New York (1999-2000). Derudover er hun cand.phil. i Litteraturvidenskab og Moderne Kultur og Kulturformidling fra Københavns Universitet. Hun har siden sin afgang fra Kunstakademiet 1999 bl.a. arbejdet som gæsteprofessor ved Konsthögskolan i Umeå (2003-05) og lektor ved Det Jyske Kunstakademi (2004-07). 

## Soloudstillinger og udvalgte projekter
- 2012: 9 Scripts from a Nation at War 10-channel videoinstallation i samarbejde med kunstnerne Andrea Geyer, Sharon Hayes, Ashley Kunt og David Thorne på MoMA, Museum of Modern Art, New York. Værket blev oprindeligt vist på udstillingen Documenta i Kassel i 2007.
- 2010: A Landscape of Known Facts soloudstilling på Project Art Centre, Dublin.
- 2008: Production of Future. A Science Fiction About Counting i Künstlerhaus Stuttgart.
- 2005: The Most Complicated Machines Are Made of Words, Museum Moderner Kunst i Wien.